# Carl Fredrik Ungberg
Carl Fredrik Ungberg, född 8 maj 1801 i Medevi, död i augusti 1877 i Paris, var en svensk underståthållare.

## Bana
Ungberg blev extraordinarie kanslist i statskontoret 22 juni 1821, extraordinarie kanslist i justitierevisionisexpeditionen 15 december samma år och auskultant i Svea hovrätt 20 december samma år. Han blev tillförordnad notarie i statskontoret i sex månader 16 januari 1823 och extraordinarie notarie i Svea hovrätt 23 april, även detta 1823, den 3 mars 1824 blev han vice notarie. Han blev extraordinarie fiskal 13 december 1824 och fiskal 1 maj 1828, tillförordnad vice advokatfiskal 18 december samma år. Han blev adjungerad ledamot av hovrätten 24 september 1831 och vice advokatfiskal 23 mars 1832, assessor 26 maj samma år. Han antogs till sekreterare av den dåvarande riksrätten 17 december 1834. 
Han blev tillförordnad underståthållare i Stockholm 27 juli 1839 och var det fram till årets slut. Han blev ordenskanslist 23 maj 1840 och hovrättsråd i Svea hovrätt 23 december samma år.

## Verksamhet
I nåder förordnades han att i egenskap av särskild departementschef i kungl. generaltullstyrelsen handlägga det till särskild generaltullstyrelse hänvisade Finnerska balansmålet 1 september 1837.
Ungberg utnämndes till arbetande ledamot i den av rikets ständer begärda lagberedningen 28 augusti 1841, men blev efter ansökan befriad från detta uppdrag. Den 25 juni 1842 blev på nytt utnämnd till tillförordnad underståthållare på tre månader med början 1 juli.

## Hedersbetygelser
Ungberg tillerkändes advokatfiskals namn, heder och värdighet 4 december 1830.

## Familj
Carl Fredrik Ungberg var son till apotekaren i Vadstena, bataljonsläkaren C.G. Ungberg och Sara Margaretha Röhman.
Han gifte sig 1830 med Charlotta Elisabeth Krey, dotter till hovmedikus doktor Fredrik Georg Krey och Carolina Charlotta Olin.